# Alain Jouffroy
Alain Jouffroy (11 de septiembre de 1928, París – 20 de diciembre de 2015, París) fue un escritor, poeta y artista francés.

## Biografía
Nacida en el seno de una familia burguesa de orientación política anarco-trotskista, en 1936 está profundamente afectado por el escándalo Stavisky, que involucra a algunos políticos y a un banco por haber vendido moneda falsa, favorecido por varios apoyos insospechados. Aunque solo tenía ocho años, escribió el informe en cuadernos para poder contarlo más tarde. Su carrera literaria está fuertemente influenciada por la lectura de ópera de André Breton al que conocerá en 1946. Se convirtió en miembro del movimiento surrealista y conoció al pintor Victor Brauner y a los poetas Stanislas Rodanski, Sarane Alexandrian, Jean-Dominique Rey y Claude Tarnaud. Más tarde se hizo amigo de Henri Michaux y Francis Picabia. En 1954 se casó con la pintora Manina Tischler. En los años 60 se afirmó su influencia en el arte de vanguardia, marcada por el encuentro con Marcel Duchamp y el inicio de una larga amistad con Daniel Pommereulle, Emilio Scanavino y Roberto Matta. En 1965 es uno de los primeros introductores en Francia de los artistas del Pop art y de la Beat Generation.
Con la ediciones Gallimard contribuye al conocimiento de la poesía surrealista a través de las ediciones de "Poésie". Es particularmente activo durante el Mayo francés que coincide que publica del poema "Trajectoire" en Régis Debray. Ocupa la crítica de arte en 1974 donde publica Les Pré-voyants y un poemario Dégradation générale, en 1978 Le Roman vécu. 

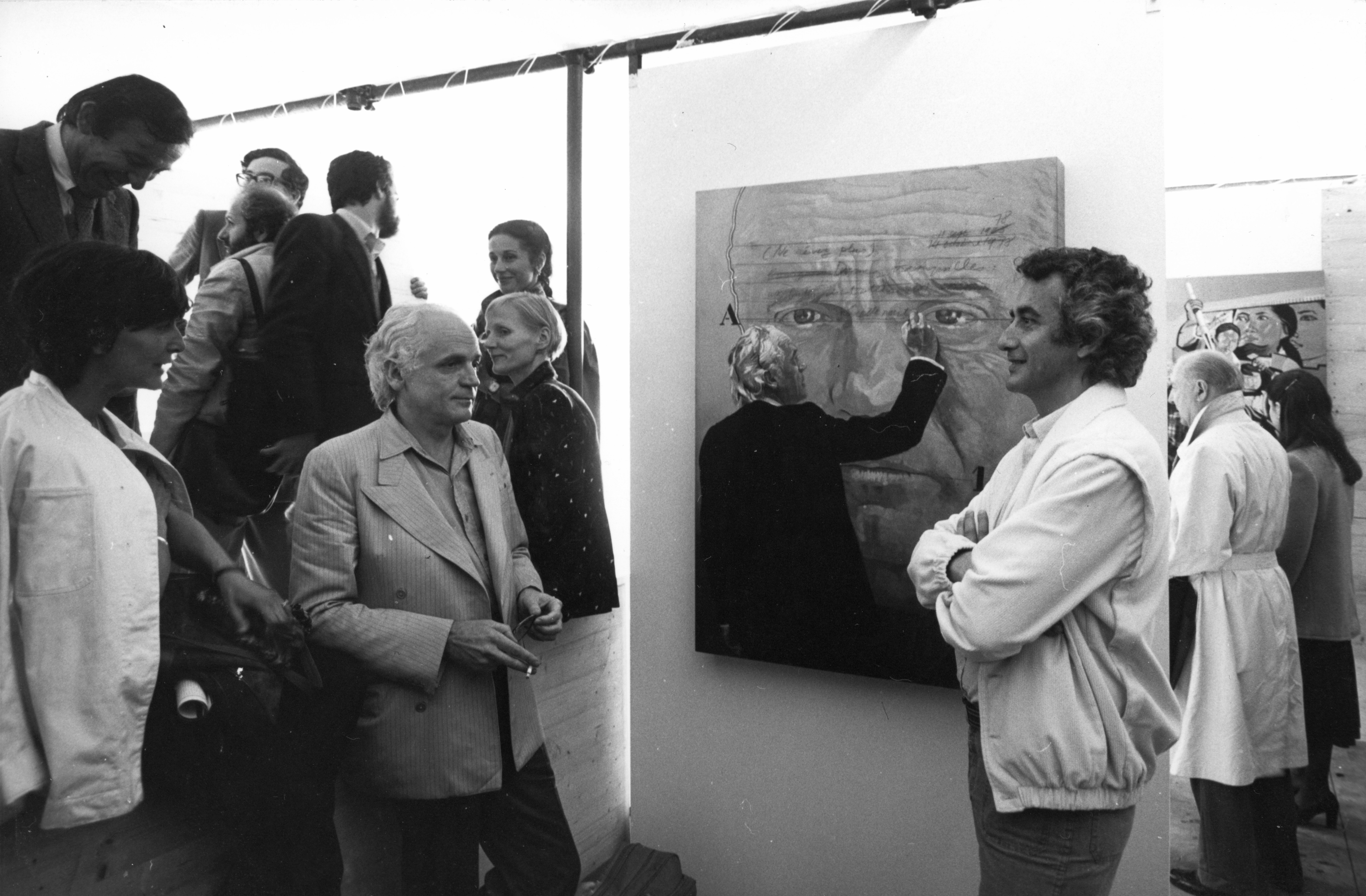
Alain Jouffroy y Herman Braun-Vega delante de un retrato del primero realizado por el segundo en 1980 en la 39ª Bienal de Venecia.

Retirado de la revista Opus International que había fundado con Jean-Clarence Lambert, pasó a dirigir XXe Siècle de 1974 a 1981. Se apasionó progresivamente por la cultura oriental y en 1983 fue nombrado asesor cultural de la embajada francesa en Tokio, cargo que ocupó de 1983 a 1985. 
Jouffroy obtuvo en 2000 el Premio Guillaume-Apollinaire por C'est aujourd'hui toujours, editado da Gallimard, y en 2006 el premio Goncourt de Poesía por la trayectoria de su obra.

## Obra
Poesía
- Aube à l'antipode (Le Soleil Noir, 1966),
- Trajectoire (Gallimard, 1968),
- Liberté des libertés (Le Soleil Noir, 1971),
- Dégradation générale (Seghers, 1974),
- Éternité, zone tropicale (Christian Bourgois, 1976), New York (Fall, 1977),
- L'Ordre discontinu (Le Soleil Noir, 1979),
- Eros déraciné (Le Castor Astral, 1989),
- Moments extrêmes (La Différence, 1992),
- L'Ouverture de l'Être (La Différence, 1995),
- C'est aujourd'hui toujours (Gallimard, 1999),
- C'est, partout, ici (Gallimard, 2001),
- Vies précédé de Les Mots et moi (Gallimard, 2003),
- Trans-Paradis-Express (Gallimard, 2006),
- Être-avec (La Différence, 2007).

Romance
- Le Mur de la vie privée (Grasset, 1960),
- Un rêve plus long que la nuit (Gallimard, 1963),
- Le Temps d'un livre (Gallimard, 1966),
- L'Usage de la parole (Fayard, 1971),
- Le Roman Vécu (Robert Laffont, 1978),
- L'Espace du malentendu (Bourgois, 1987);
- Dernière recherche de l'âme, demain (Éditions du Rocher, 1997),
- Conspiration (Gallimard, 2000),
- Le Livre qui n'existe nulle part (La Différence, 2007).

Ensayo
- De l'individualisme révolutionnaire (10/18, 1975),
- Le Gué (Bourgois, 1977),
- Manifeste de la poésie vécue (Gallimard, 1994).

Crítica de arte
- Une Révolution du Regard (Gallimard, 1964),
- L'Abolition de l'art (Claude Givaudan, 1968, réédition impeccables, 2011),
- Les Pré-voyants (La Connaissance, 1974),
- Miró sculptures, Maeght éditeur, Paris, 1980, 250 p.,  con Donna Stein, Enrico Crispolti, Ralph Jentsch,
- Libri cubisti (La Casa Usher, 1988),
- Le Monde est un tableau (Jacqueline Chambon, 1998),
- Objecteurs/Artmakers (Joca Seria, 2000),
- XXe siècle, essais sur l'art moderne et d'avant-garde (Fage, 2008).
- monografía de Henri Michaux, Victor Brauner, Martial Raysse, Antonio Recalcati, Marcel Duchamp, Joan Miró, Topino-Lebrun, Gianfranco Baruchello, Piero di Cosimo, David, Gérard Schlosser, Gérard Fromanger, Emilio Scanavino, Wifredo Lam, Vladimir Velickovic, Peter Klasen, Milos Sobaïc, Enrico Baj, Francis Picabia, Yves Klein..
- Une petite cuiller dans le bol'. Du Surréalisme à l'Externet en passant par l'individualisme révolutionnaire, entretiens avec Gianfranco Baruchello, Renaud Ego, Malek Abbou (Paroles d'Aubes, 1998),
- À l'ombre des flammes (dialogues sur la révolte avec Patrice Trigano), éditions La Différence, 2008

Saggi sulla letteratura
- La Fin des Alternances (Gallimard, 1970),
- L'Incurable retard des mots (Pauvert, 1972),
- La Séance est ouverte (Éditions étrangèrs, 1974),
- La Vie réinventée, l'explosion des années 1920 à Paris (Laffont, 1982),
- Nathalie Sarraute, Presses Université Lille III, 1990,
- Arthur Rimbaud et la liberté libre (Le Rocher, 1991), con Henri Michaux (Le Rocher, 1992),
- Stanislas Rodanski, une folie volontaire (Éditions Jean-Michel Place, 2002).